# Gary Summers
Gary Summers ist ein US-amerikanischer Tontechniker, der im Laufe seiner Karriere viermal mit dem Oscar in der Kategorie Bester Ton ausgezeichnet wurde.
Summers ist seit 1980 als Tontechniker in Hollywood tätig und war seitdem als Angestellter bei Lucasfilm und später anderer Firmen an zahlreichen erfolgreichen Filmproduktionen beteiligt. Er wurde insgesamt zwölf Mal für einen Oscar nominiert und konnte die Trophäe für die Arbeit an den Filmen Terminator 2 – Tag der Abrechnung, Jurassic Park, Titanic und Der Soldat James Ryan gewinnen.

## Filmografie (Auswahl)
- 1980: Das Imperium schlägt zurück (The Empire Strikes Back)
- 1981: Jäger des verlorenen Schatzes (Raiders of the Lost Ark)
- 1983: Die Rückkehr der Jedi-Ritter (Return of the Jedi)
- 1984: Indiana Jones und der Tempel des Todes (Indiana Jones and the Temple of Doom)
- 1985: Cocoon
- 1989: Indiana Jones und der letzte Kreuzzug (Indiana Jones and the Last Crusade)
- 1991: Terminator 2 – Tag der Abrechnung (Terminator 2: Judgment Day)
- 1991: Addams Family (The Addams Family)
- 1993: Jurassic Park
- 1995: Jumanji
- 1996: Mars Attacks!
- 1997: Vergessene Welt: Jurassic Park (The Lost World: Jurassic Park)
- 1997: Titanic
- 1999: Der 200 Jahre Mann (Bicentennial Man)
- 2000: Die Legende von Bagger Vance (The Legend of Bagger Vance)
- 2001: A.I. – Künstliche Intelligenz (AI – Artificial Intelligence)
- 2001: Jurassic Park III
- 2002: Der Herr der Ringe: Die zwei Türme (The Lord of the Rings: The Two Towers)
- 2003: Mystic River
- 2003: Der Herr der Ringe: Die Rückkehr des Königs (The Lord of the Rings: The Return of the King)
- 2007: Das Bourne Ultimatum (The Bourne Ultimatum)
- 2009: Transformers – Die Rache (Transformers: Revenge of the Fallen)
- 2009: Avatar – Aufbruch nach Pandora (Avatar)
- 2010: Iron Man 2
- 2011: Transformers 3 (Transformers: Dark of the Moon)
- 2016: 13 Hours: The Secret Soldiers of Benghazi
- 2016: Ice Age 5 – Kollision voraus! (Ice Age: Collision Course)
- 2016: Elliot, der Drache (Pete's Dragon)
- 2016: The Accountant
- 2017: Transformers: The Last Knight
- 2018: Ant-Man and the Wasp
- 2018: Hotel Transsilvanien 3 – Ein Monster Urlaub (Hotel Transsilvanien 3: Summer Vaccation)
- 2019: The LEGO Movie 2 (The LEGO Movie 2: The Second Part)
- 2020: SpongeBob Schwammkopf: Eine schwammtastische Rettung (The SpongeBob Movie: Sponge on the Run)
- 2022: Top Gun: Maverick
- 2022: Avatar: The Way of Water